# St. Leodegar (Egenhofen)

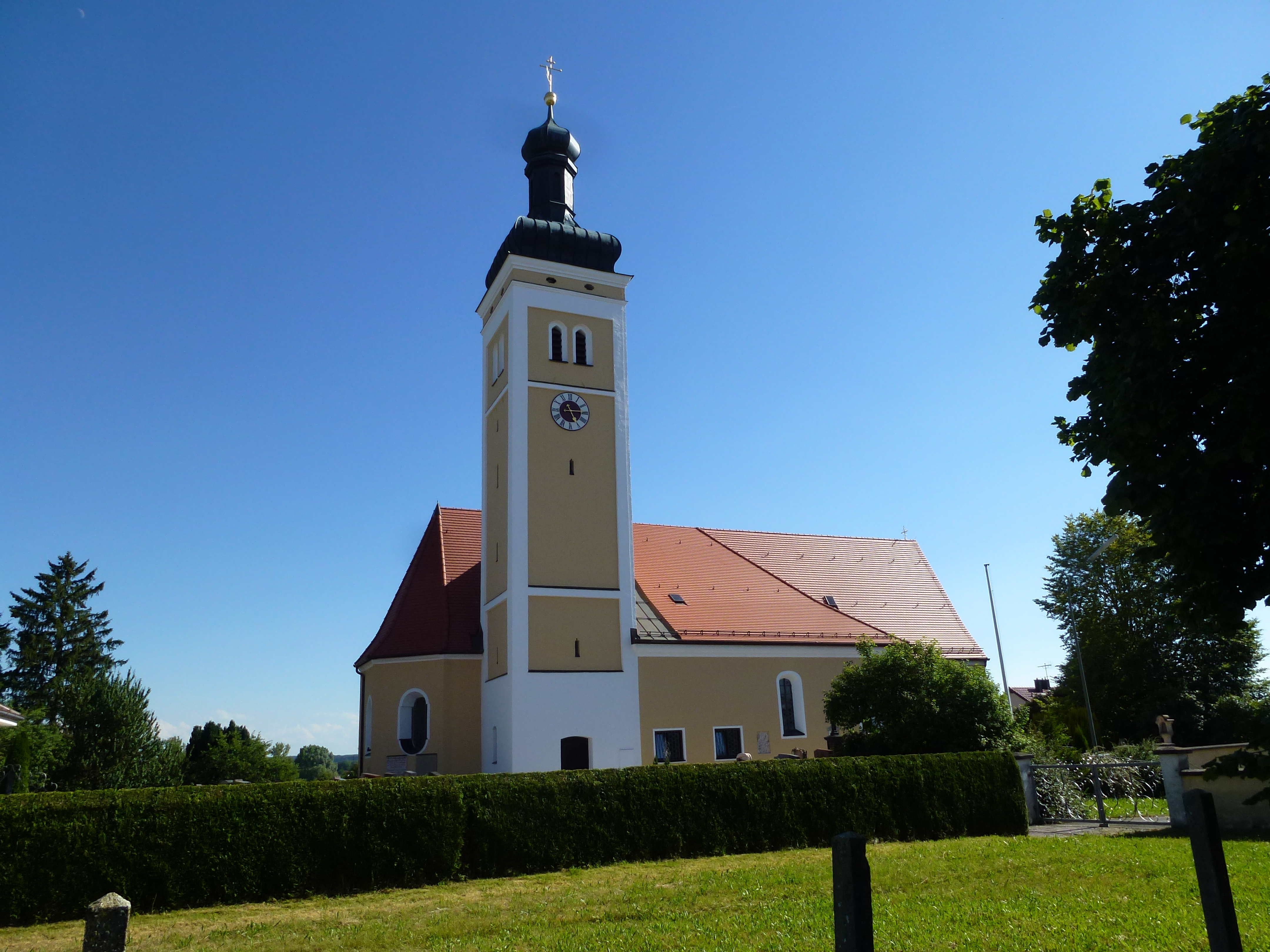
St. Leodegar in Egenhofen

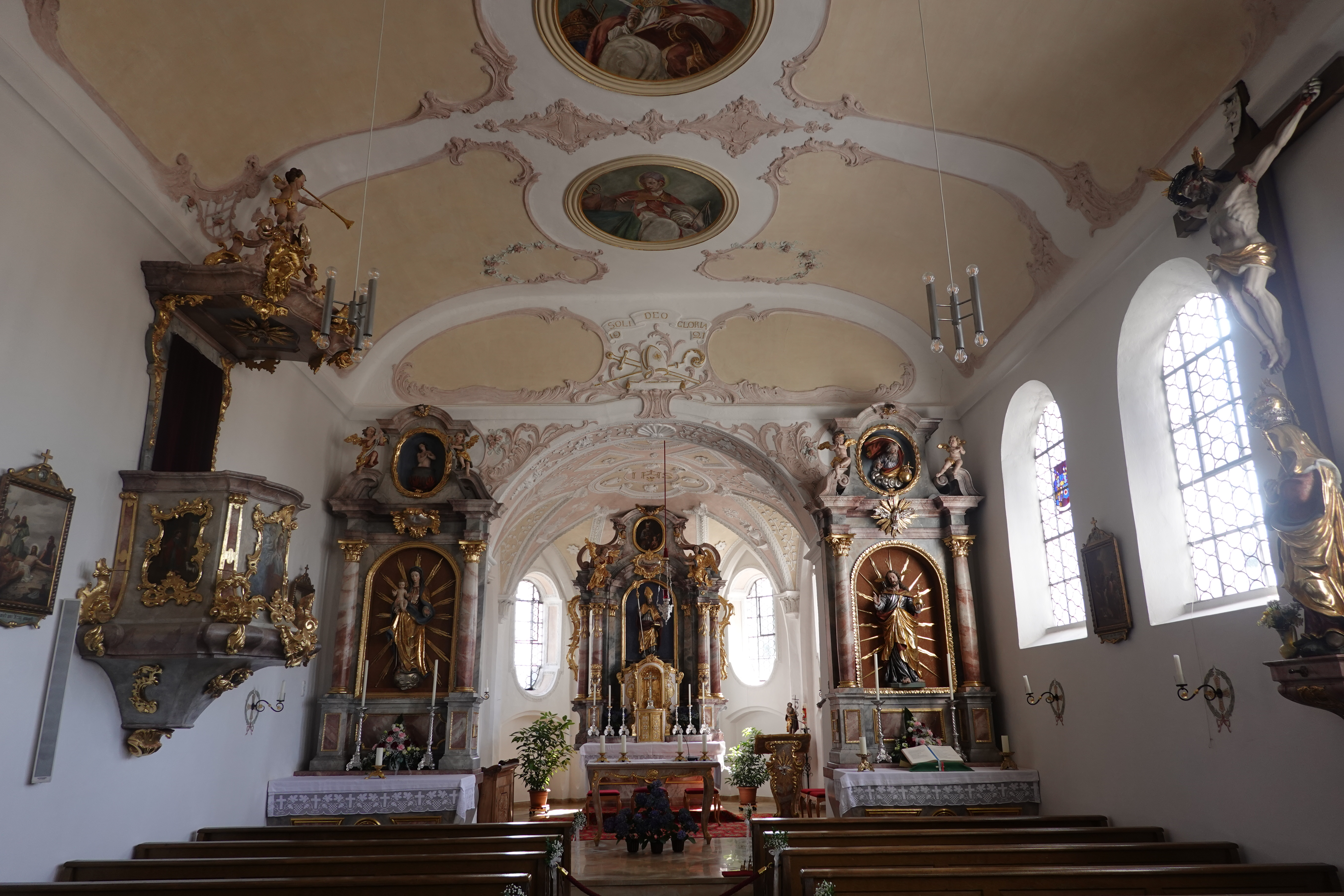
Innenraum

Die römisch-katholische Pfarrkirche St. Leodegar steht in Egenhofen, einer Gemeinde im oberbayerischen Landkreis Fürstenfeldbruck. Das Bauwerk ist in der Liste der Baudenkmäler in Egenhofen als Baudenkmal unter der Nr. D-1-79-117-1 eingetragen. Die Kirche gehört zum Dekanat Fürstenfeldbruck im Erzbistum München und Freising.

## Beschreibung
Die spätgotische Saalkirche wurde 1410 anstelle eines Vorgängers aus dem 12. Jahrhundert erbaut und 1704–07 erneuert. 1921 erfolgte die neobarocke Umgestaltung und Verlängerung des Kirchenschiffs nach Plänen von Joseph Elsner junior. Das Kirchengebäude besteht aus dem Langhaus, dem eingezogenen Chor mit Fünfachtelschluss im Osten und dem Chorflankenturm an der Nordwand des Chors. Der Turmhelm wurde nach einem Blitzschlag 1772 erneuert. Der Glockenstuhl im Turm trägt vier Kirchenglocken. Eine Grabkapelle mit der Grablegung Christi in der Nordwestecke von Chorflankenturm und Langhaus hat Andreas Faistenberger 1726 angefügt. 
Das ehemalige Kreuzrippengewölbe im Chor wurde durch Abschlagen der Gewölberippen zu einem Stichkappengewölbe umgestaltet. Die Deckenmalerei mit der Darstellung des Leodegar von Autun wurde 1921 von Hans Metzger ausgeführt.